# 李紹賢 (正德進士)
李紹賢（1481年—1519年），字崇德，直隸泗州衛軍籍巢縣人，明朝政治人物。

## 生平
正德二年（1507年）應天府鄉試第二十四名舉人。正德十二年（1517年）丁丑科會試第十名，三甲第四名進士。户部观政，授行人。明武宗南巡之爭時，因上疏勸阻，被施杖刑而身亡。兵部員外郎陸震、兵部主事劉校、工部主事何遵、大理寺評事林公黼、行人司副余廷瓚、行人詹軾、劉㮣、孟陽、李惠、王翰、劉平甫、李翰臣，刑部照磨劉玨等十餘人同死於廷杖。嘉靖初，追贈監察御史。
崇禎十七年（1644年），安宗朝廷追諡忠端。

## 家族
曾祖李宣；祖父李華；父李本，母黎氏；繼母曹氏。具庆下。